# Capitolio del Estado de Kansas
El Capitolio del Estado de Kansas (en inglés North Carolina State Capitol) es el edificio que alberga las ramas ejecutiva y legislativa del gobierno del estado estadounidense de Kansas. Ubicado en la ciudad de Topeka (la capital de Kansas desde que el territorio se convirtió en estado en 1861), es el segundo edificio en servir como Capitolio de Kansas. Durante el período territorial (1854-1861) se comenzó en Lecompton el edificio del capitolio anterior. Este sin embargo no se completó, de modo que las legislaturas territoriales se reunieron en las estructuras más pequeñas en Lecompton y Topeka.
La cúpula de 92,7 metros (m) es más alta que la del Capitolio de Estados Unidos (87,8 m), aunque su diámetro es mucho inferior (15,2 m vs 23 m). Es uno de los pocos capitolios en Estados Unidos que aún ofrecen recorridos que van a la cima de la cúpula. Los visitantes ingresan a esta mediante 296 escalones que van desde el quinto piso hasta la cima.

## Historia
El terreno para Capitol Square fue donado por Cyrus K. Holliday a través de su Topeka Town Company en 1862. El arquitecto maestro fue Edward Townsend Mix con las alas diseñadas por John G. Haskell. La construcción en el ala este comenzó en 1866, utilizando piedra caliza "nativa" del condado de Geary, Kansas. La construcción comenzó en el ala oeste en 1879 usando piedra caliza de Cottonwood Falls y en 1881, la legislatura autorizó y asignó fondos para la construcción de un edificio central para unir las dos alas. La construcción de este edificio central comenzó en 1886, y el contrato para la construcción de la cúpula se firmó en mayo de 1889.
El edificio fue declarado oficialmente terminado en 1903, después de 37 años de construcción.
No fue hasta 1988 que finalmente se aprobó un diseño para una escultura que se colocara sobre la cúpula. Ad Astra, una escultura de bronce de 6,7 m que pesa 2004 kg, se instaló encima de la cúpula el 10 de octubre de 2002. La escultura, de Richard Bergen, representa a un nativo americano de Kansa con arco y flecha apuntando a la Estrella del Norte y fue elegida entre 27 entradas para adornar la cúpula. El título Ad Astra es una abreviatura latina del lema estatal Ad Astra Per Aspera A las estrellas a través de la dificultad.
El edificio se destacó de forma destacada en las placas de Kansas emitidas desde enero de 2001 hasta abril de 2007.
En diciembre de 2001, Statehouse inició un proyecto de modernización de $ 120 millones, dirigido por Treanor Architects; el proyecto incluyó la restauración del primer al quinto piso, la rehabilitación y expansión de su sótano, la restauración de su mampostería exterior y techo / cúpula de cobre. Para cuando el proyecto terminó en la primavera de 2014, el alcance y las demoras resultaron en un costo total de 332 millones de dólares, que cubrieron "nuevos sistemas de calefacción y aire acondicionado, mayor seguridad y accesibilidad a los baños, un nuevo estacionamiento, centro de visitantes, espacio para oficinas subterráneas y reemplazo el techo y la cúpula ".

## Frescos y murales
En 1898, Jerome Fedeli pintó frescos cerca de la parte superior de la cúpula en la rotonda. El trabajo de Fedeli representó a mujeres clásicas con el pecho desnudo. Sin embargo, los funcionarios se refirieron a las pinturas como "Chicas telefónicas desnudas" y las hicieron pintar.
En la década de 1930, John Steuart Curry pintó murales en el segundo piso, incluida la pintura más famosa del edificio, Preludio trágico, que representa a un John Brown de gran tamaño y furioso encajado entre los lados en guerra de la guerra civil estadounidense, flanqueado por llamas y un tornado. El trabajo de Curry ganó notoriedad considerable por representar aspectos desagradables de la historia de Kansas y los dejó sin firmar y no completó un encargo para pintar murales en la rotonda.
De 1976 a 1978, Lumen Martin Winter pintó los murales en la rotonda.[cita requerida]

## Galería

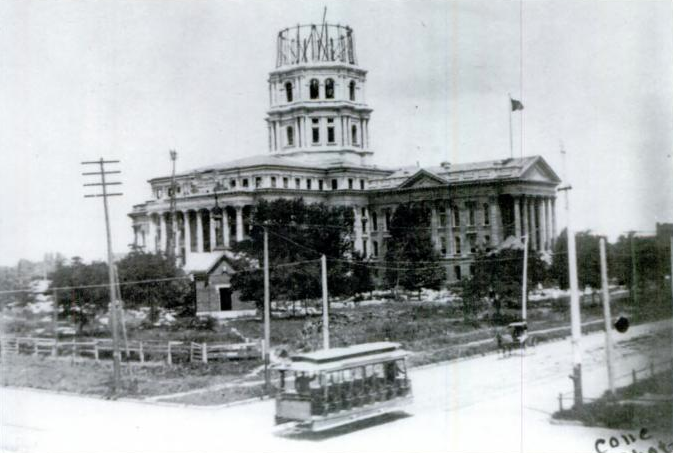
En construcción en 1889
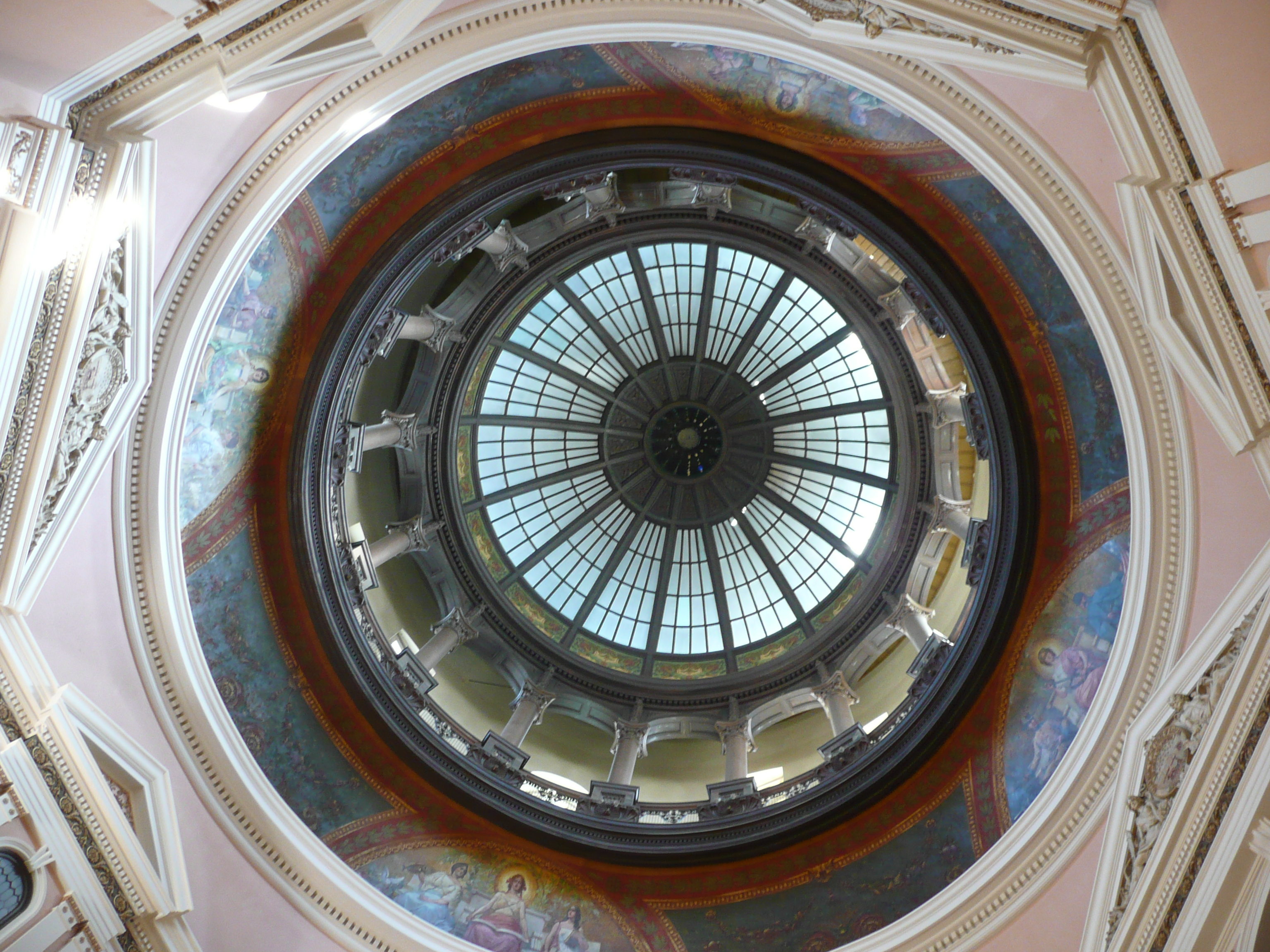
Mirando hacia el interior de la cúpula en 2008
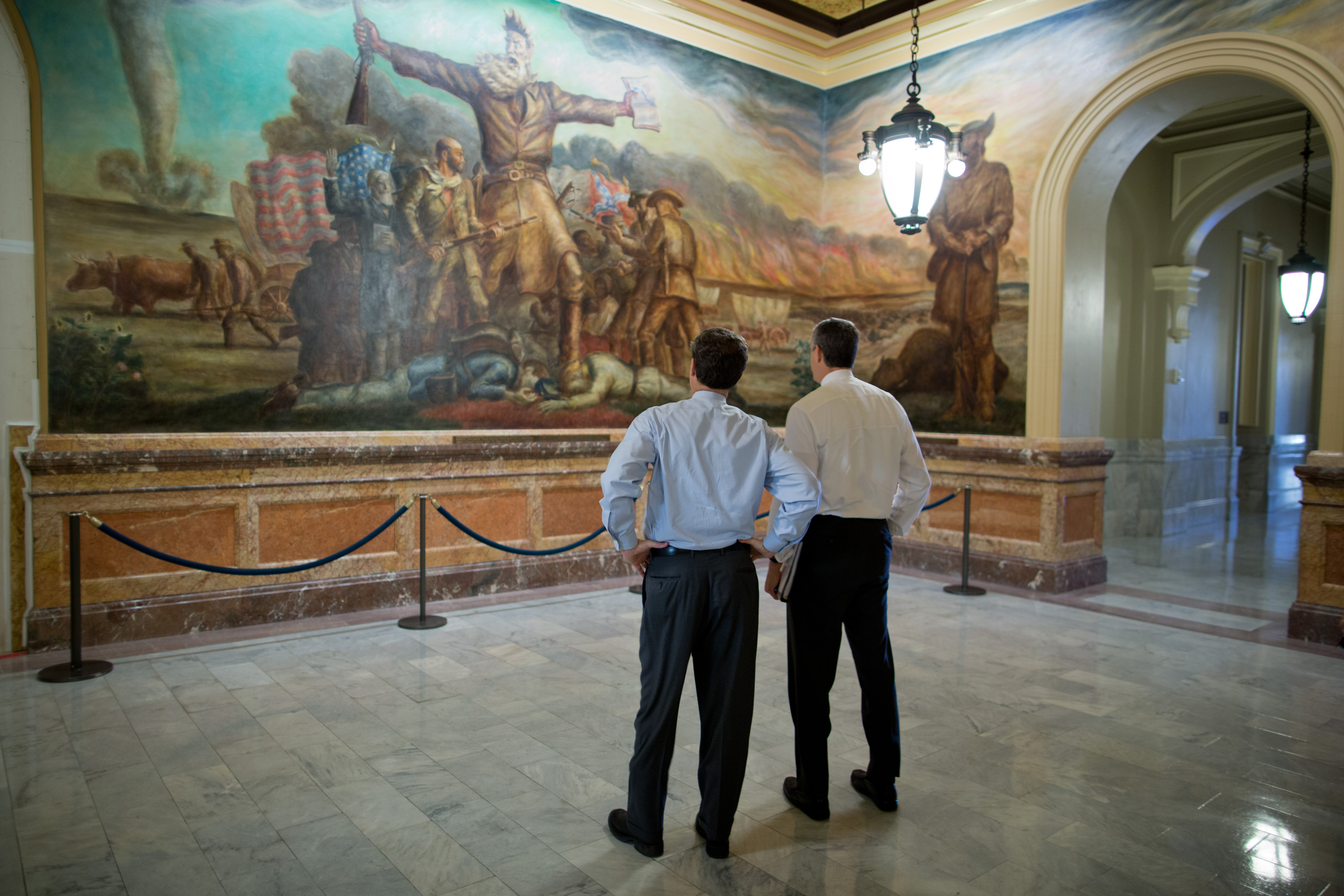
Dos personas observan El trágico preludio de John Steuart Curry